# Glückliche Reise – Venedig
Glückliche Reise – Venedig (auch Glückliche Reise – Italien) ist ein deutscher Fernsehfilm von Stefan Bartmann. Die Produktion des 13. Teils der Fernsehreihe Glückliche Reise erfolgte im Oktober 1992 in Venedig. Der Film hatte seine Premiere am 18. November 1993 auf ProSieben.

## Besetzung
Die Flugzeugbesatzung besteht aus Kapitän Viktor Nemetz (Juraj Kukura), seinem Co-Piloten Rolf Erhardt (Volker Brandt) sowie den Stewardessen Sabine Möhl (Alexa Wiegandt), Alexandra Peters (Claudine Wilde) und Eva Fabian (Sandra Krolik). Die Reiseleiter Sylvia Baretti und Andreas von Romberg werden von Conny Glogger und Thomas Fritsch gegeben. Als Gastdarsteller sind Ursula Karven, Volker Lechtenbrink, Eddi Arent, Winfried Glatzeder und Ute Willing zu sehen. 

## Handlung
Der reiche in Venedig ansässige Frauenheld Heiko Ehrenfried, ein Freund von Rolf Erhardt, hat sich in die Chefstewardess Sabine verliebt. Da er von Rolf weiß, dass Sabine etwas gegen reiche Männer hat, möchte er mit seinem Butler Alfons die Rollen tauschen. Alfons ist aber nur unter bestimmten Bedingungen damit einverstanden.
Gabriele hatte gehofft, von ihrem Freund Jürgen während der Reise einen Antrag zu erhalten. Um ihn darin zu bestärken, hat sie in ihrer Handtasche den Liebesbrief eines anderen Mannes versteckt und sorgt nun geschickt dafür, dass Jürgen den Brief auch findet. Geschrieben hat den Brief Reiseleiter Andreas, der Gabriele nach Kräften dabei hilft, ihren Freund eifersüchtig zu machen.
Kapitän Nemetz läuft während eines Spaziergangs durch Venedig die diebische Polly über den Weg. Sie hat gerade aus einer Wohnung einen wertvollen Pokal gestohlen und ist nun auf der Flucht vor der Polizei. Dummerweise glaubt Viktor ihren Unschuldsbeteuerungen, hilft ihr bei der Flucht und gerät bald selber in Schwierigkeiten.